# Joséphine Fodor
Joséphine Fodor (eller Fodor-Mainvielle), född 13 oktober 1789 i Paris, död den 10 augusti 1870 i Saint-Genis-Laval, var en fransk sångerska, pianist och harpist. Hon var dotter till Joseph Fodor.
 
Hennes föredrag tjänade till förebild för Henriette Sontag.